# Johann Friedrich von Werthern
Johann Friedrich von Werthern, auch Hans Friedrich von Werthern  (* 25. Januar 1665 in Neumark; † 1729 Wiehe) war Reichs-Erbkammertürhüter, Domherr sowie Kreishauptmann des Thüringischen Kreises.

## Leben
Er entstammte der freiherrlichen Linie zu Wiehe des thüringischen Adelsgeschlechts von Werthern und war der älteste Sohn des Adam Ludwig von Werthern-Wiehe (1641–1689) und dessen erster Frau Wilhelmine Eleonore von Thangel (1637–1678) aus dem Hause Ostramondra.
Johann Friedrich wurde zum Studium an die Universität Wittenberg gesandt, wo er drei Jahre mit seinen Studien verbrachte. Daran anschließend begab er sich auf Kavalierstour durch Europa.
Nach seiner Rückkehr wurde er Domherr am Domstift zu Merseburg. Ab 1715 fungierte er als Oberkirchenrat und Hofprediger am sachsen-weimarischen Hof. Später wurde er zum Kreishauptmann des Thüringer Kreises in Kursachsen ernannt.

## Ehen und Nachkommen
Johann Friedrich von Werthern war zweimal verheiratet:
1. am 26. Februar 1690 auf Schloss Merseburg mit Rixa Margaretha Köhler (sächsisches Adelsgeschlecht) aus dem Hause Priorau († 28. Mai 1699), sie hatten einen Sohn: Christian Erdmann Ludwig Freiherr von Werthern-Wiehe (1692–1749)
2. 1701 mit Christina Sophia von Babzin (* 1679)